# 산티아고델에스테로주

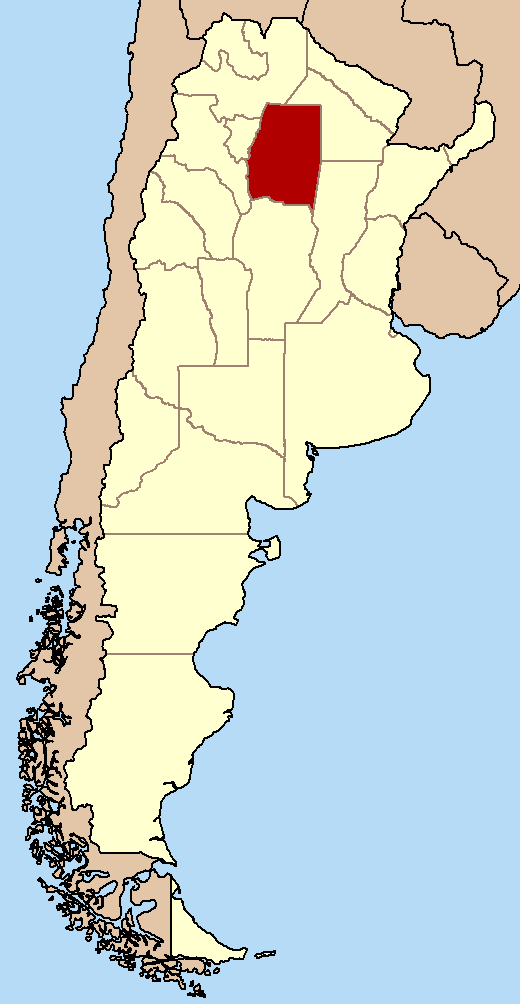
산티아고델에스테로 주

산티아고델에스테로주(Santiago del Estero)는 아르헨티나의 주로, 이 나라 북부에 자리 잡고 있다. 주도는 산티아고델에스테로이다. 이웃하는 주에는 북쪽부터 시계방향으로 살타주, 차코주, 산타페주, 코르도바 주, 카타마르카주, 투쿠만주가 있다. 27개 군을 관할한다.

주기
주 문장